# Adolph Friedrich Vollmer
Adolph Friedrich Vollmer (17. december 1806 i Hamborg – 12. februar 1875 på Sindssygehospitalet Friedrichberg sammesteds) var en tysk landskabsmaler og grafiker. Han og hans samtidige, maleren Christian Morgenstern, var foregangsmænd i Hamborg for den tidlige realisme.

## Levnedsløb
Han var søn af en regnskabsfører hos en købmand i Hamborg, og han voksede op under ydmyge kår.
Han var fast besluttet på at blive maler på trods af sin fars ønsker. Han blev elev hos Suhr-brødrene, som ejede en grafisk virksomhed, der producerede tryk med landskabsmotiver. Ligesom Christian Morgenstern rejste også Vollmer rundt i Tyskland i halvandet år sammen med en af brødrene, Cornelius Suhr. Kunsthandler Ernst Harzen introducerede ham i 1826 til den velhavende aristokrat Carl Friedrich von Rumohr, som støttede mange unge kunstnere i Hamborg, blandt dem Morgenstern og Otto Speckter. Formodentlig efter råd fra von Rumohr  afsluttede Vollmer sine studier som elev under Christoffer Wilhelm Eckersberg på Det Kongelige Danske Kunstakademi i København. Han flyttede herefter til München, hvorfra han var på rejser til Bodensøen, Centralalperne i Østrig og de Schweiziske Alper, Venedig, Le Havre og Holland.
I 1839 rejste Vollmer tilbage til Hamborg og bosatte sig her. Han mistede synet i 1866 og døde i Hamborg. En af hans sønner, Johannes Vollmer, var en anerkendt arkitekt, som tegnede protestantiske kirker og banegårde. Hans barnebarn Hans Vollmer var kunsthistoriker og redigerede i mange år Thieme-Becker kunstleksikon.

## Værker
Vollmers landskaber og udsigter over Hamborgs Havn er hverken typiske vedutmalerier eller under indflydelse af romantikken; de er snarere i tråd med traditionen i de store hollandske landskabsmalere i det 17. århundrede, for eksempel Salomon van Ruysdael.
I hans bedste malerier lykkedes det for ham, gennem omhyggeligt afbalancerede sammensætninger, at skabe en følelse af dybde og plads, på trods af et gennemgående lille format. Figurerne i hans tegninger og raderinger er ofte minutiøse, kun millimeter i størrelse, men alligevel, ved brug af meget fine linjer, er han i stand til at gengive levende skildringer af mennesker.
Hans arbejder findes blandt andet i samlingerne i Hamburger Kunsthalle og Altonaer Museum i Hamborg, Eremitagemuseet i Sankt Petersborg, Statens Museum for Kunst i København og British Museum i London. Philadelphia Museum of Art har et komplet sæt af hans kendte raderinger.

## Galleri
- Landskab i Holsten (1827)
- En frisk brise på Elben nær Blankenese (ca. 1830)
- Hamborg Havn i 1839, til venstre ses det gamle blokhus.
- Skibsværftet Reiherstieg i Hamborg i 1840.
- Stangenmühlengrund i Sachsenwald (1852)